# Nephasoma schuettei
Nephasoma schuettei är en stjärnmaskart som först beskrevs av Augener 1903.  Nephasoma schuettei ingår i släktet Nephasoma och familjen Golfingiidae. Inga underarter finns listade i Catalogue of Life.